# Carl Emil Petersen
Carl Emil Petersen (født 1990 i København) er en dansk sanger og sangskriver, bedst kendt fra bandet Ulige Numre, som gik i opløsning i begyndelsen af 2017.
Han modtog prisen for Årets danske sangskriver ved Danish Music Awards i 2015 for sit arbejde med Ulige Numres album Grand Prix.

## Karriere

### Ulige Numre(2010-2017)
Dette afsnit eller denne liste er kun påbegyndt. Hvis du ved mere om emnet, kan du hjælpe Wikipedia ved at tilføje mere.

Bandet blev stiftet i 2010.
I 2011 lagde de en musikvideo ud på YouTube til sangen "København", som blev bandets helt store gennembrud. København er blevet spillet over 8 millioner gange på Spotify og er deres mest spillede sang.

### Solokarrriere (2017-nu)
Den 6. oktober 2017 udgav han albummet Natradio. GAFFA tildelte albummet fire ud af seks stjerner, mens Soundvenue var mindre begejstret og tildelte albummet tre ud af seks stjerner.
Andet soloalbum, Amager forbrænding, udkom i november 2019. 
Petersens tredje soloalbum, Skillelinjen, udkom i september 2023. 

## Diskografi

### Solo
- Natradio (Album) (6. oktober 2017)
- Amager forbrænding (Album) (2019)
- Skillelinjen (Album) (8. september 2023)

### Med Ulige Numre
- Nu til dags (12. august 2013)
- Grand Prix (13. april 2015)